# Hunsrückisch
O Hunsrückisch é um dialeto alemão falado na região do Hunsrück, no sudoeste da Alemanha, sendo o dialeto que deu origem à lingua hunsrik falada nos estados brasileiros de Santa Catarina, Rio Grande do Sul, Paraná e Espírito Santo, e que possui forte influência do português.
Para diferenciar o dialeto usado no Brasil inicialmente daquele usado na Alemanha, em 1996 o linguista brasileiro Cléo Vilson Altenhofen denominou o falar brasileiro de Riograndenser Hunsrückisch (com referência ao estado do Rio Grande do Sul). Essa nomenclatura, porém, sofreu críticas de outros estudiosos, uma vez que o Hunsrückisch também é falado nos estados de Santa Catarina e do Paraná e em várias localidades do Espírito Santo. Ademais, na Alemanha, o dialeto é conhecido como francônio-renano ou francônio-moselano.

## História

### Na Alemanha

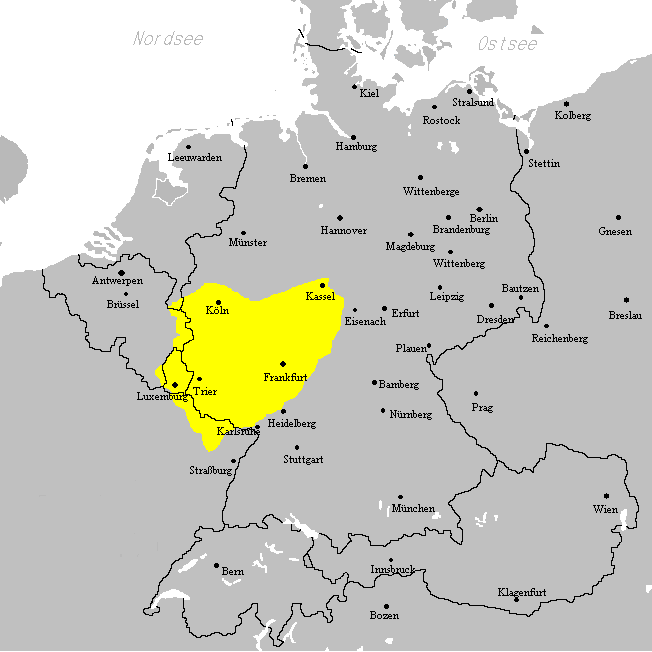
O Hunsrückisch faz parte dos dialetos francônios falados no sudoeste da Alemanha.

O Hunsrückisch tem origem nos dialetos francônio-renano e francônio-moselano falados na região do Hunsrück, às margens dos rios Reno e Mosela, no oeste da Alemanha. A Alemanha, como Estado nacional, apenas se unificou em 1871, portanto o alemão padrão hoje existente era, até o século XIX, uma língua literária, criada por Martinho Lutero na sua famosa tradução da Bíblia. O povo alemão, no seu dia a dia, não usava o alemão padrão para se comunicar, mas diversos dialetos regionais.
Até por volta de 1800, o alemão padrão foi principalmente uma língua escrita, na Alemanha. O alemão padrão era, muitas vezes, aprendido como língua estrangeira e tinha pronúncia incerta. Com o processo de unificação do país e com a alfabetização em massa da população, o alemão padrão passou a ser a língua usada pelos falantes dos diferentes dialetos, para se entenderem, embora os dialetos regionais tenham-se mantido nos lares.

### No Brasil
Com a imigração alemã no Brasil, no decorrer dos últimos dois séculos, os dialetos alemães também vieram a se estabelecer como línguas regionais. Porém, algo curioso aconteceu: enquanto na Alemanha o alemão padrão serviu para que os falantes de diferentes dialetos pudessem se comunicar, no Brasil - dada a ainda incipiente consolidação do alemão padrão à época do início da imigração -, esse papel foi desempenhado por um dialeto, o Hunsrückisch. Existem duas hipóteses para esse fenômeno. A primeira porque a maioria dos imigrantes teriam vindo do Hunsrück, portanto seu dialeto predominou. A segunda porque o Hunsrückisch apresenta traços intermediários entre os diferentes dialetos alemães, portanto serviu como um coiné entre falantes de vários dialetos. O que se sabe é que os imigrantes alemães no Brasil eram provenientes de diversas partes da Alemanha, portanto, os brasileiros falantes de Hunsrückisch não necessariamente descendem de pessoas oriundas do Hunsrück.

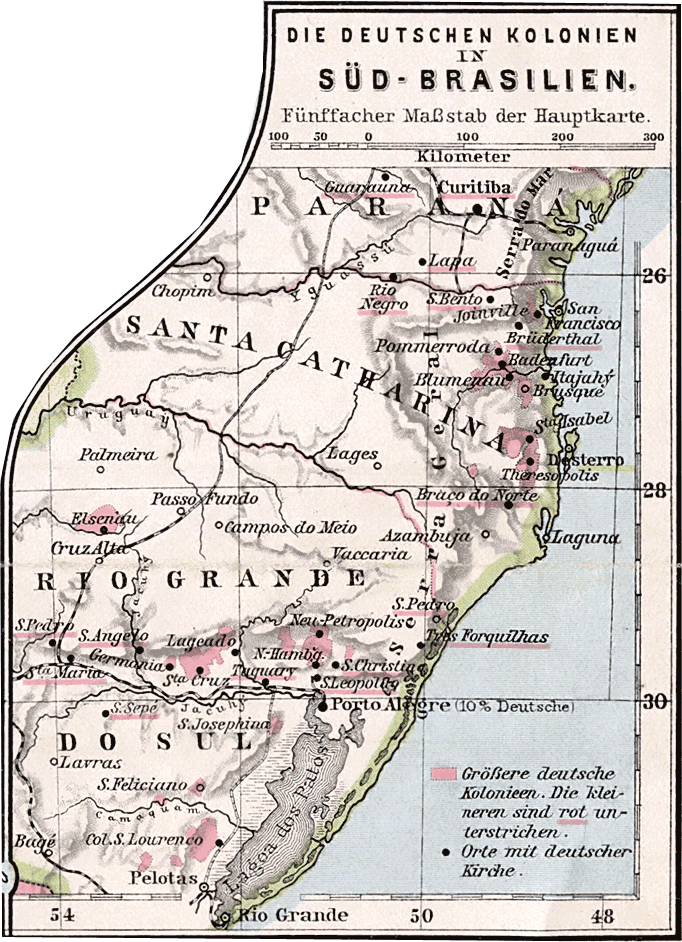
Mapa mostrando a dispersão das colônias alemãs no Sul do Brasil, em 1905.

Nessas comunidades alemãs, o dialeto Hunsrückisch manteve-se, durante várias décadas, como a língua principal de comunicação. As colônias alemãs no Sul formaram-se, normalmente, em regiões de floresta despovoadas ou habitadas por índios, que foram expulsos para a chegada dos imigrantes. Devido a esse isolamento, os alemães conseguiram criar uma "ilha linguística", na qual o alemão era a língua principal, e não o português. No início do século XX, havia centenas de milhares de teuto-brasileiros de segunda e de terceira geração que mal conseguiam falar o português. Essa diferenciação favorecia o sentimento de grupo minoritário, que se aliava à formação de instituições étnicas sólidas, como escolas, igrejas, associações sociais e uma imprensa em língua alemã. Todos esses elementos combinados promoviam um sentimento geral de "superioridade cultural".
Em 1930, havia 2.500 escolas étnicas no Brasil. Dessas, 1.579 eram de imigrantes alemães. Nessas escolas, as crianças aprendiam o alemão-padrão difundido na Alemanha. Esse isolamento linguístico e cultural foi combatido de forma agressiva pelo governo nacionalista de Getúlio Vargas, por meio da campanha de nacionalização. Todas as escolas alemãs no país foram fechadas, aniquilando o meio-escolar teuto-brasileiro. O alemão-padrão aprendido na escola foi, assim, eliminado, enfraquecendo muito o uso do alemão nos centros urbanos, o qual passou a ficar limitado à zona rural. Pessoas eram hostilizadas e agredidas caso falassem alemão na rua. A polícia fiscalizava a vida privada das pessoas, invadindo as casas para queimar livros escritos em alemão. Muitas pessoas foram presas pelo simples fato de falarem alemão. Em 1942, 1,5% dos habitantes de Blumenau foram encarcerados por falar alemão. O fechamento das escolas fez com que as pessoas se apegassem cada vez mais ao dialeto alemão usado no dia a dia, distante do alemão-padrão.
O censo de 1940 contabilizou 644.458 pessoas que usavam o alemão (qualquer variedade) como língua principal do lar, no Brasil. Dessas pessoas, apenas 59.169 eram estrangeiras e 5.083	brasileiras naturalizadas. A maioria dessas pessoas (580.114) era nascida no Brasil e já estava há pelo menos três gerações no país. Os falantes de alemão concentravam-se nos estados do Rio Grande do Sul e de Santa Catarina.
| Falantes de alemão no lar, por geração (censo de 1940). | Falantes de alemão no lar, por geração (censo de 1940). |
| ------------------------------------------------------- | ------------------------------------------------------- |
| Geração                                                 | Número de falantes                                      |
| Primeira                                                | 64.000                                                  |
| Segunda                                                 | 110.000                                                 |
| Terceira e seguintes                                    | 470.000                                                 |
| Total                                                   | 644.000                                                 |

| Estado            | Número  | Estado              | Número  |
| Rio Grande do Sul | 393.934 | Pará                | 45      |
| Santa Catarina    | 176.762 | Paraíba             | 31      |
| São Paulo         | 26.565  | Ceará               | 25      |
| Espírito Santo    | 25.659  | Rio Grande do Norte | 18      |
| Paraná            | 11.111  | Amazonas            | 17      |
| Rio de Janeiro    | 7.249   | Alagoas             | 9       |
| Minas Gerais      | 2.818   | Piauí               | 5       |
| Mato Grosso       | 284     | Acre                | 4       |
| Bahia             | 268     | Maranhão            | 2       |
| Pernambuco        | 265     | Total               | 580.114 |
| Goiás             | 172     |                     |         |

### Preconceito linguístico e revitalização
Com a campanha de nacionalização, muitos brasileiros de origem alemã passaram a ter vergonha e medo de serem "alemães". Devido ao trauma, muitos, por opção própria, não queriam mais falar alemão. Ao invés de alcançar a integração, a Nacionalização, ao proibir o alemão e pregar a discriminação, contribuiu para um maior isolamento, uma perda, temporária, do processo de integração.
Historicamente, o governo brasileiro propagou a ideia de que o Brasil era um país homogêneo e monolíngue, e adotou medidas repressivas contra os falantes de línguas não portuguesa. Por muito tempo, falar português era visto como uma condição para ser brasileiro. O estigma em ser falante de Hunsrückisch existe até hoje. Muitos dos seus falantes acham que falam apenas um "dialeto" ou uma "língua misturada". Outros acham que falam um "alemão errado", uma vez que o alemão-padrão é aquele visto como a língua certa e culta. Em decorrência, muitos acham "inútil" aprender o Hunsrückisch pois, por ser diferente do alemão-padrão, não traria benefícios aos seus falantes. Em decorrência, o alemão-padrão e o português são vistos como línguas necessárias, que trazem status e oportunidades, ao passo que o Hunsrückisch é encarado como uma língua menor.
Pesquisas mostram que, em algumas comunidades de origem germânica no Brasil, os falantes de alemão são normalmente pessoas acima dos cinquenta anos de idade, já que a maioria dos jovens sabem pouco ou nada do idioma, o que representa uma perda cultural. Porém, nos últimos anos, através de um forte apelo de brasileiros germanófonos para a adoção da língua alemã como vernáculo oficial das cidades colonizadas por alemães, o município de Pomerode foi o primeiro a adotar a língua alemã como co-oficial no município. O processo de vernaculação oficial do alemão deve se repetir nos próximos anos em todo município em que a maioria da população seja descendente de imigrantes alemães, de forma que escolas públicas ensinem obrigatoriamente a língua alemã, e serviços públicos também sejam prestados em alemão.
O processo de co-oficialização do alemão e, sobretudo, dos dialetos, além de resgatar o idioma, contribui para diminuir o estigma de ser falante de um alemão "errado", por ser diferente daquele usado na Alemanha nos dias de hoje.
Atualmente, não se sabe ao certo quantas pessoas usam o alemão no Brasil pois, desde 1950, os censos nacionais eliminaram a pergunta sobre línguas. Em 1970, Altenhofen  estimou em 1.386.945 o número de falantes de uma variedade do alemão no Rio Grande do Sul. Em 1996, ele estimou que o número havia caído para entre 700.000 e 900.000 falantes. Damke, em 1996, estimou em mais de dois milhões de falantes de qualquer variedade da língua alemã no Brasil.
Como a língua foi passada de geração em geração pela oralidade, muitas pessoas, cujos pais são falantes de Hunsrückisch, entendem mas não falam o idioma. Em Antônio Carlos (Santa Catarina), por exemplo, cidade de colonização alemã, apenas 10% da população consegue se expressar no idioma. Os falantes de alemão como primeira língua normalmente têm mais de 45 anos, refletindo um declínio do aprendizado entre os jovens.
| Estatística das escolas alemãs no Brasil(1931) | Estatística das escolas alemãs no Brasil(1931) |              |
| ---------------------------------------------- | ---------------------------------------------- | ------------ |
| Estado                                         | Total escolas                                  | Total alunos |
| Rio Grande do Sul                              | 952                                            | 37.078       |
| Santa Catarina                                 | 297                                            | 12.346       |
| Paraná                                         | 34                                             | 2.182        |
| São Paulo                                      | 29                                             | 3.165        |
| Espírito Santo                                 | 22                                             | 717          |
| Rio de Janeiro                                 | 5                                              | 430          |
| Minas Gerais                                   | 2                                              | 76           |
| Bahia                                          | 2                                              | 67           |
| Pernambuco                                     | 1                                              | 20           |
| Goiás                                          | 1                                              | 15           |
| Total                                          | 1.345                                          | 56.596       |

#### Variedades internas
O Hunsrückisch falado no Brasil não é homogêneo, apresentando variedades internas. Os imigrantes que chegaram entre 1824 e 1850 eram provenientes de uma Alemanha na qual não havia uma unidade linguística padrão, tampouco a variedade escrita do alemão estava difundida no país. Portanto, esses imigrantes pioneiros trouxeram uma variedade enorme de dialetos para o Brasil, uma vez que poucos eram escolarizados. Diferentemente, os imigrantes que chegaram a partir da segunda metade do século XIX já eram provenientes de uma Alemanha onde a alfabetização se tornara mais democrática e, portanto, eles tinham maior acesso ao alemão-padrão ou Hochdeutsch.
Portanto, houve uma divisão entre os grupos de alemães no Brasil: os imigrantes pioneiros, chegados entre 1824 e 1850, em decorrência da distância e da ausência da variedade escrita, passaram a falar um alemão cada vez mais distante daquele usado na Alemanha e o sentimento de ser alemão foi-se enfraquecendo. Por outro lado, os imigrantes que chegaram após 1850 eram falantes da variedade padrão, de maior prestígio social. Enquanto os primeiros transfiguraram-se em "teuto-brasileiros", os segundos eram os "alemães da Alemanha".
Essa divisão entre imigração pioneira e tardia ainda pode ser observada hoje. No Rio Grande do Sul há duas grandes áreas linguísticas próprias: de um lado, nas colônias próximas a São Leopoldo, o alemão falado tem características mais dialetais (consubstanciado pelo uso da palavra Deitsch), ao passo que a oeste, a partir do vale do Taquari, o alemão falado é mais próximo da língua-padrão (área Deutsch). As colônias alemãs do oeste do estado são de fundação mais recente que as próximas a São Leopoldo, denotando que receberam imigrantes alemães já falantes do alemão-padrão.

## Estudos linguísticos
Em vista das diferenças entre o dialeto falado na Europa e o que é praticado no sul do Brasil, em 1996, Cléo Altenhofen cunhou o termo Riograndenser Hunsrückisch para a versão usada no Brasil. Porém, a mesma versão também é falada nos estados de Santa Catarina, do Paraná e em uma cidade do Espírito Santo, o que levou alguns estudiosos a criticar o termo "riograndenser".
O Hunsrückisch tem base essencialmente germânica, a despeito dos vários empréstimos do português, e ainda se assemelha bastante ao falar usado na região alemã em que se originou. Porém, seu status é de língua brasileira que, ao lado de outras línguas de imigração e indígenas, fazem parte do patrimônio cultural imaterial do Brasil.
O dialeto apresenta traços de alemão antigo, uma vez que as relações com a Alemanha foram cessadas e o contato com o alemão-padrão é praticamente nulo. Assim, o dialeto preservou muitas características do alto alemão médio. Com o tempo, algumas palavras absorveram outra assepsia, enquanto algumas poucas foram criadas, como "Schuppenschwein" (tatu), em vez de "Gürteltier".
O Hunsrückisch absorveu muitas influências da língua portuguesa, sobretudo em contextos urbanos e entre jovens de classes sociais mais elevadas. Empréstimos de palavras do português existem sobretudo em relação a inovações tecnológicas que não existiam quando da imigração e em termos da fauna e da flora do novo meio. Por exemplo, no Hunsrückisch, avião é aviong, em vez do alemão padrão Flugzeug; caminhão é kamiong, em vez de Lastwagen, e roça é rossa, em vez de Feld. Algumas expressões são traduções literais do português, como em "alles gut?" ("tudo bem?") no lugar do alemão wie geht`s.
O sociólogo Emilio Willems listou 693 palavras emprestadas do português, muitas das quais ligadas ao ambiente rural típico dos colonos.
| Feschón   | Bohnen      | Feijão    |
| Fakón     | Buschmesser | Facão     |
| Makák     | Affe        | Macaco    |
| Onze      | Jaguar      | Onça      |
| Karose    | Leiterwagen | Carroça   |
| Schuraske | Grill       | Churrasco |
| Mule      | Maltier     | Mula      |
| Past      | Weide       | Pasto     |
| Schikót   | Peitsche    | Chicote   |

O Hunsrückisch é uma língua falada, que não tem escrita própria. Portanto, seus falantes sempre tiveram que recorrer ao português ou ao alemão padrão caso precisassem escrever algo. Objetivando criar um conjunto de normas que oriente uma escrita sistematizada do Hunsrückisch, o Instituto de Letras da UFRGS criou o Grupo de Estudos da Escrita do Hunsrückisch (ESCRITHU), o que possibilitará o aprendizado do idioma, inclusive em âmbito escolar. Esse processo já aconteceu com a língua pomerana, outro falar germânico trazido pelos imigrantes, virtualmente extinta na Pomerânia histórica e hoje praticamente apenas falada no Brasil. O pomerano hoje tem escrita própria e está sendo ensinado em escolas do Espírito Santo.
O Hunsrückisch foi declarado patrimônio linguístico do Rio Grande do Sul. É uma língua co-oficial do município de Antônio Carlos, em Santa Catarina, e está atualmente em fase de oficialização em Santa Maria do Herval (no Rio Grande do Sul).

## Literatura
O poema do alemão Peter Joseph Rottmann, Der Abschied (em português, 'O adeus'), publicado pela primeira vez em 1840, na Alemanha, tem como tema a separação de um casal, no contexto da primeira grande onda migratória - tema que penetrou esse segmento linguístico do sudoeste da Europa germânica, perdurando por várias décadas (ver, ao lado, a imagem do poema, no qual se utilizam marcadores numerais para  "decifrar", em alemão clássico, algumas das formas dialetais peculiares do Hochdeutsch utilizadas pelo autor). No poema, o emigrante alemão Hannes (redução de Johannes) se despede de sua desconsolada namorada Liesekett (ou Elisabetha Katharina, na forma  afetuosa), que permanecerá no Hunsrück, enquanto ele seguirá rumo ao Brasil (Brasilje) promissor, tropical e exótico, onde, segundo ela, ele terá que enfrentar víboras e símios, enquanto ela ficará sozinha e sofrente. Em resposta às preocupações dela, Hannes promete que haverá um reencontro feliz e permanente entre ele e ela, no futuro.
Der Abschied.

Liesekett.
Willst Dau, Hannes, noh Bresilje ziehe,
Wo Deich Schlange unn die Affe kriehe?
Ach, dann stehrbt Dei Liesekett!
Wer sall meich dann bei die Spielleit fehre,
Wann eich naunder meine Kerl verleere?
Geh, eich wullt, datt Deich der Deiwel hätt?
Hannes.
Tobich Mensch! watt brauchste so se brille?
’diß nau ähmol annerscht nitt mei Wille,
Unn eich honn Der’t jo schunn gesaht:
Wannet so viel Annerleit broweere,
Kann eich’t aag; eich honn Neist se verleere,
Wie’t em Ann’re geht, so geht meer’t grad.
Liesekett.
Nau heer eich Deich Moorjets nitt meh bloose,
Ohne Heert unn Hierer sinn die Oose,
Die Dei Ohrallvatter schunn gehuth;
Wo Dau hingehst, brauch m’r Neist se schaffe,
Kann de Kaffi mit de Hänne raffe;
Geh, Dau Wieschder bist m’r nitt meh gut!
Hannes.
Liesekett, wie kannst Dau nor so schwetze?
Lißt de Deich vunn wieschde Leit verhetze?
Kennst Dau meich dann noch nitt besser, sah?!
Sei sefriere! wann eich brav Karline
Loorde in dem naue Lann verdiene,
Kumm eich wierer, unn Dau gist mei Fraa.

## Filmografia
A maior parte de Os Mucker, filme teuto-brasileiro de 1978 dirigido por Jorge Bodanzky e Wolf Gauer, é falada em Hunsrückisch. A obra retrata a revolta dos muckers, liderada por Jacobina Mentz Maurer na década de 1870 na colônia alemã do Rio Grande do Sul. Parte do elenco do filme é composto por descendentes de muckers, que não eram atores profissionais. O filme recebeu vários prêmios, inclusive kikitos de melhor atriz, melhor direção e melhor direção de arte.
O documentário Land Schaffen, de 2014, também é, na sua maior parte, falado em Hunsrückisch. O filme retrata o cotidiano de descendentes de alemães na zona rural do Rio Grande do Sul.